# Гетика
«Ге́тика» (лат. Getica) — латинський трактат, присвячений історії готів. Написаний після 551 року. Автор — візантійський історик Йордан. Узагальнення втраченої багатотомної історії готів Кассіодора. Містить свідчення самого автора, що був безпосереднім свідком подій. Частково базується на готському епосі. Складається з 60 частин. Описує походження готів зі Скандинавії, їхню міграцію до Східної Європи, заснування на українських теренах готського королівства, гунську навалу і поразку готів, перезаснування королівства в Італії, війни з Візантією. У творі готи помилково ототожнюються з гетами. Побіжно згадуються ранні слов'яни. Написаний з позицій провізантійської готської партії. Важливе писемне джерело з історії готів та інших варварських народів античності і раннього середньовіччя. Базовий текст для вивчення історії Великого переселення народів Східної та Південної Європи. Повна назва — «Про похо́дження і дія́ння ґе́тів» (лат. De origine actibusque Getarum).

## Назва
- «Про похо́дження і дія́ння ге́тів» (лат. De origine actibusque Getarum) — повна назва.
- «Ге́тика» (лат. Getica) — скорочена назва.
- «Істо́рія го́тів Йо́рдана» — скорочена історіографічна назва.

## Видання
- Iordanis Romana et Getica [Архівовано 5 вересня 2017 у Wayback Machine.]. // Auctores antiquissimi 5,1 (Monumenta Germaniae Historica). Berlin 1882.
- Jordanis Gotengeschichte nebst Auszügen aus seiner Römischen Geschichte. Leipzig: Dunker, 1884
- Jordanes. De origine actibusque Getarum. // Iordanis de origine actibusque Getarum (Fonti per la Storia d’Italia, 117). Rom: Istituto Storico Italiano per il Medio Evo, 1991 ).

## Переклади
- Иордан. О происхождении и деяниях гетов. Getica (Серия «Памятники средневековой истории народов Центральной и Восточной Европы»). пер., комм. Е. Ч. Скржинской. Москва.: Восточная литература, 1960.  [Архівовано 11 жовтня 2018 у Wayback Machine.]  [Архівовано 20 серпня 2020 у Wayback Machine.]
- Jordanes: Die Gotengeschichte. Übersetzt, eingeleitet und erläutert von Lenelotte Möller. Marix, Wiesbaden 2012.